# Демарата
Демарата (убита в 214 до н. э. Сиракузы) — дочь царя Сиракуз Гиерона II, жена архонта Адранодора.
Тит Ливий называл Демарату «надменной, как царица, и тщеславной, как все женщины». Когда Гиерон II перед смертью думал о восстановлении в Сиракузах демократии, «чтобы государство, созданное и окрепшее в добрых нравах, не погибло, став игрушкой для владыки-мальчика» (его внука Гиеронима), именно Демарата вместе со своей сестрой Гераклеей уговорила царя не делать этого, поскольку рассчитывала контролировать малолетнего племянника. После гибели Гиеронима она подталкивала своего мужа к государственному перевороту, чтобы захватить власть. Когда заговор Адранодора был раскрыт, а сам он погиб, сиракузский совет постановил перебить всю царскую семью. Демарата была убита вместе с сестрой и племянницей.